# Céleste Mogador

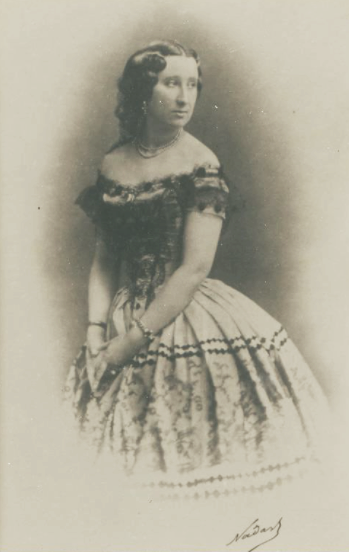
Céleste Mogador (um 1850)

Élisabeth-Céleste Venard, Gräfin von Chabrillan (* 27. Dezember 1824 in Paris; † 18. Februar 1909 in Montmartre), besser bekannt unter ihrem Künstlernamen Céleste Mogador, oft auch nur Mogador, war eine französische Tänzerin und Schriftstellerin.

## Kindheit und Jugend
Élisabeth-Céleste Venard kam 1824 als Tochter von Anne-Victoire Vénard in Paris zur Welt. Sie berichtete in ihrer Autobiographie, dass ihr Vater starb, als sie sechs Jahre alt war, ihre Übersetzerin Monique Fleury Nagem wies darauf hin, dass Célestes Vater ihre Mutter schon während der Schwangerschaft verließ und zur Armee ging. In ihrer Autobiografie berichtete sie, dass sie von ihrer Mutter liebevoll umsorgt und vor dem misshandelnden Stiefvater in ihrer frühen Kindheit und Jugend beschützt wurde.

## Kurtisane
Bevor sie 16 Jahre alt wurde, lief Céleste von zu Hause weg, weil der Liebhaber ihrer Mutter ihr in deren Abwesenheit unangemessene Avancen machte. Sie wartete viele Tage auf der Straße auf die Rückkehr ihrer Mutter, bevor sie von einer Prostituierten in Obhut genommen wurde. Später wurde sie von der Polizei aufgegriffen und in eine Justizvollzugsanstalt eingeliefert, weil sie minderjährig war und in Begleitung einer Prostituierten war. In der Justizvollzugsanstalt freundete sie sich mit einer anderen jungen Prostituierten an, die sie später bei sich aufnahm. Nach ihrer Entlassung aus der Justizvollzugsanstalt beschloss Céleste aus Enttäuschung über die Unfähigkeit ihrer Mutter, ihren Liebhaber zu verlassen, sich als Prostituierte registrieren zu lassen. Sie erkrankte an den Pocken und lag mehrere Tage im Krankenhaus, woraufhin sie beschloss, sich als Sängerin und Schauspielerin zu versuchen und ihren Namen wieder aus dem Prostitutionsregister streichen zu lassen. Zunächst aber erhielt sie viele Absagen und sie setzte ihr Leben als Kurtisane mit Hilfe ihrer Freunde und eines „Dr. Adolph“ fort.

## Tänzerin

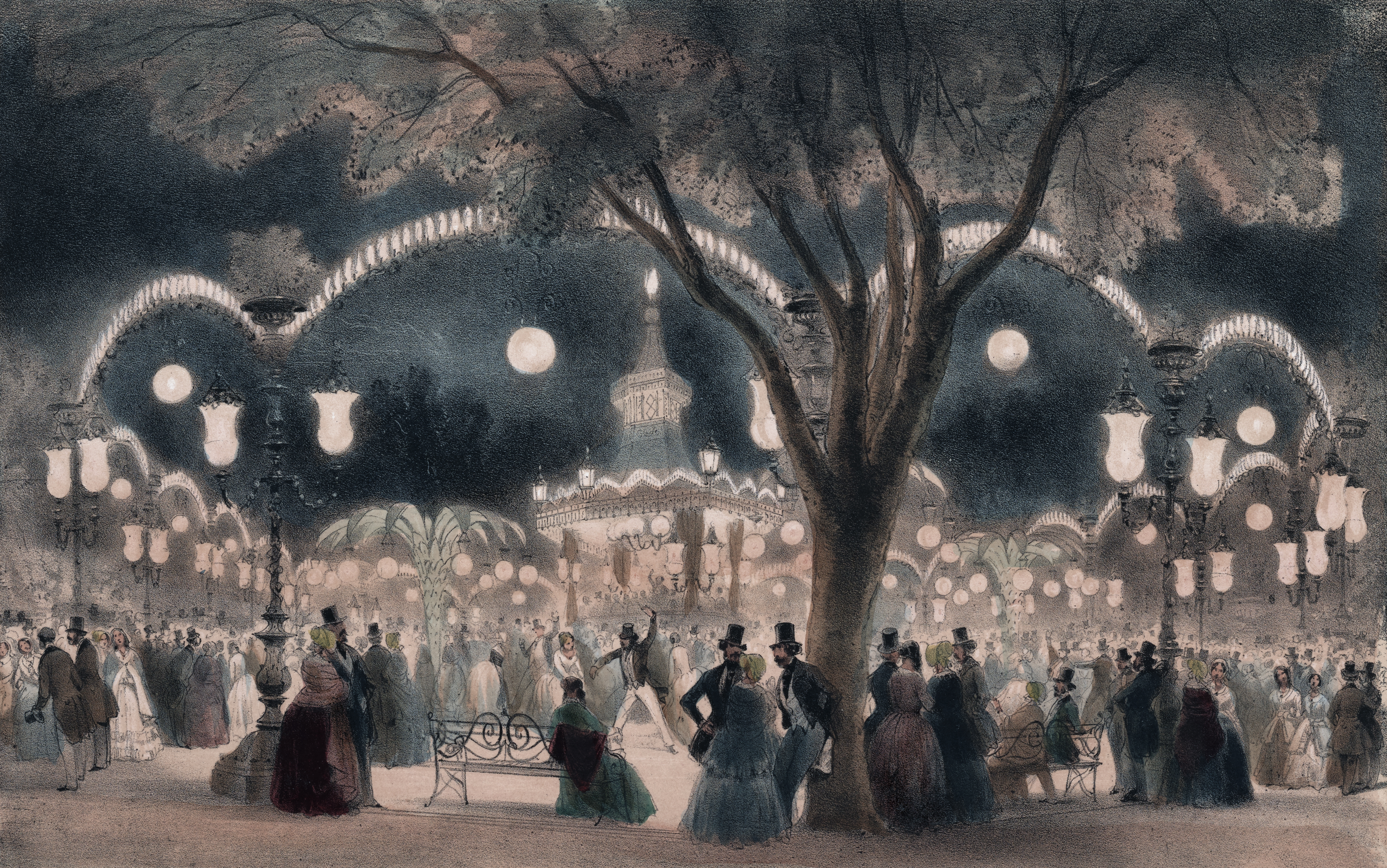
Le bal Mabile (1850)

Sie lernte das Tanzen im Mabille-Tanzsaal mit einem Mann namens Brididi, der ihr den Künstlernamen Mogador gab nach der gleichnamigen marokkanischen Stadt, die heute Essaouira heißt. Noch im Alter von sechzehn Jahren begann sie im Cirque Olympique aufzutreten. Sie trat dafür ein, Tänze wie die Quadrille und den Can-Can beim Bal Mabille einzuführen. Ihr wird zugeschrieben, als erste den Schottisch getanzt zu haben. Daneben sang sie auch in Kabaretts und trug Lieder von Sebastián Iradier vor.

## Autorin und Theatermacherin
1854 heiratete Céleste Mogador Lionel de Moreton, Graf von Chabrillan, wodurch die Kurtisane zur Gräfin wurde. Im Jahr 1854 veröffentlichte sie ihre Memoiren „Adieu au monde, Mémoires de Céleste Mogador“ [Adieu, Welt]. Ihr Anwalt Desmarest hatte sie überredet, darüber zu berichten, wie sie sich aus der Armut an die Spitze der demi-monde hochgearbeitet hatte. Die Memoiren lösten sowohl in Europa als auch in Australien einen Skandal aus. Dorthin war Céleste Mogador gerade mit ihrem neuen Ehemann umgezogen, der in Melbourne Konsul für Frankreich geworden war. Obwohl sie von ihrer neuen Gemeinschaft geächtet wurde, nutzte sie die Zeit, um an ihrer Schriftstellerei zu arbeiten und in einem Tagebuch Notizen über ihr neues Leben zu machen. Lionel de Moreton de Chabrillan starb 1858 in Australien. Im Jahr 1877 veröffentlichte Céleste Mogador ihr Tagebuch unter dem Titel „Un deuil au bout du monde“ [Trauer am Ende der Welt] und beschrieb darin ihre Erfahrungen in Australien. Sie war enttäuscht, dass sie keinen Verleger für den dritten Teil ihrer Memoiren, Les Deux Noms [Die zwei Namen], finden konnte. Nachdem dieser viele Jahre lang verschollen war, fand Jana Verhoeven von der Universität Melbourne ihn in Frankreich und übersetzte und kommentierte ihn mit Hilfe von Alan Willey und Jeanne Allen.

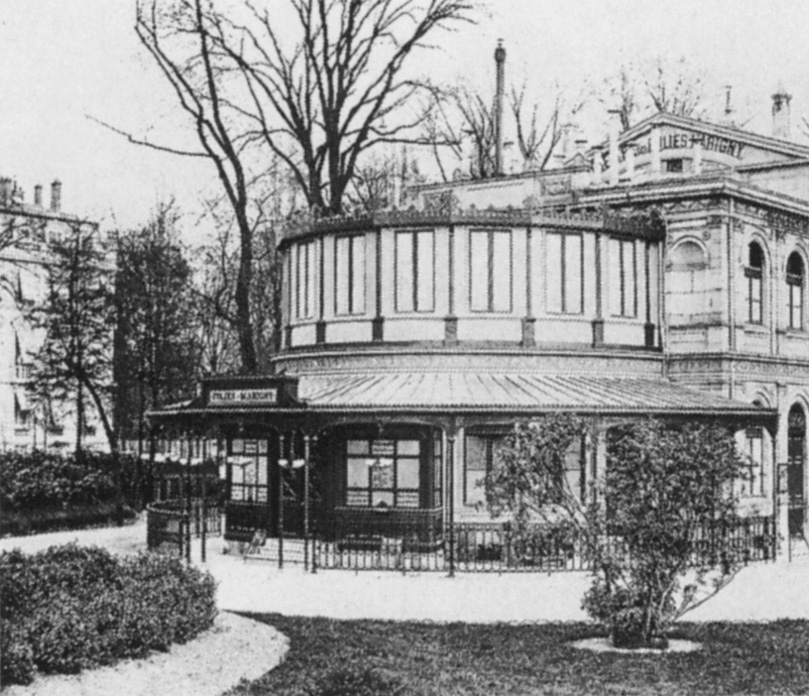
Théâtre des Folies-Marigny (vor 1881)

Mogador wurde Direktorin der Theatertruppe der Folies-Marigny. Sie verfasste eine Reihe von Theaterstücken, darunter Les voleurs d'or, Les Crimes de la mer, Les Revers de l'Amour, L'Américaine und Pierre Pascal. Ihr Freund Alexandre Dumas der Ältere half ihr bei der Erstellung einer Bühnenfassung ihres Bestsellers Les Voleurs d'or (1857). Ihr Roman „La Sapho“ (1858) ist ihr einziges fiktionales Werk, das sich mit den Ungerechtigkeiten befasst, unter denen die Menschen in der Halbwelt leiden. In diesem Roman wird Marie Laurent verführt und dann verlassen. Nach einem Selbstmordversuch taucht sie als La Sapho in der Londoner Halbwelt wieder auf und sinnt auf Rache. Die Romanistin Carol Mossman nennt den Roman eine „Rachefantasie“, die es der Autorin ermöglichte, die Demütigungen, die sie als Prostituierte erlitten hatte, zu verarbeiten.

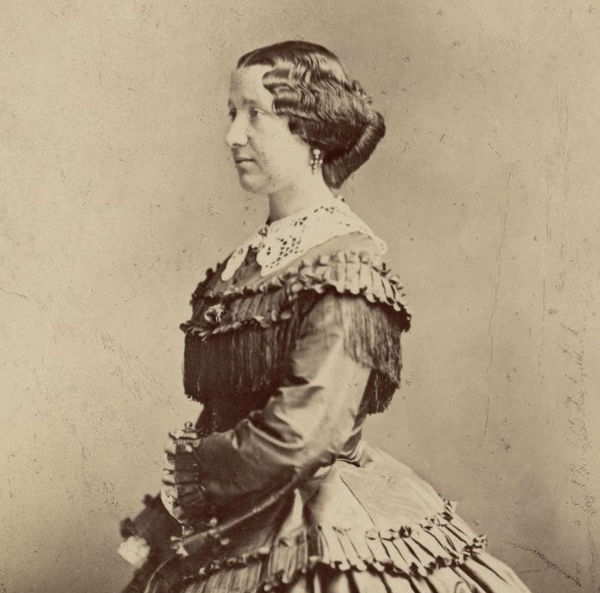
Céleste Mogador (um 1864)

Als Witwe hatte Céleste Mogador mit großen finanziellen Schwierigkeiten zu kämpfen, da ihr vom Staat eine Witwenrente verweigert wurde, obwohl ihr Mann als wichtiger Regierungsbeamter gearbeitet hatte. Auch die Familie de Chabrillan machte ihr das Leben schwer und versuchte, sie daran zu hindern, durch die Veröffentlichung ihrer Bücher und ihre Theaterarbeit ihren Lebensunterhalt zu verdienen.
Mogador veröffentlichte als Autodidaktin zwölf Romane, dreißig Theaterstücke und Operetten sowie ein Dutzend Gedichte und patriotische Texte war, konnte sich aber nie auf ein stabiles Einkommen verlassen.
Lange musste sie sich gegen den Verdacht wehren, sie mit ihrem fehlenden Bildungshintergrund könne nicht Autorin sein, und gegen Vorurteile, die Kurtisanen die Rolle der Femme fatale oder des Opfers zuschrieben und sich ein autonomes Leben für sie nicht vorstellen konnten. Schließlich aber wurde sie als Schriftstellerin anerkannt und der Verband der Bühnenautoren sprach ihr eine Pension bis zu ihrem Lebensende zu.

## Gesellschaftliches Engagement
Großzügig und patriotisch eingestellt, gründete sie während des Deutsch-Französischen Kriegs 1870–71 Les Sœurs de France, um verwundete Soldaten zu versorgen, und öffnete ihr Haus für Kinder, die während des Krieges ihre Eltern verloren hatten. Die Frauen, die sich mit ihr in den „Sœurs de France“ engagierten, zollten ihr öffentlich Anerkennung.
Mogador starb am 18. Februar 1909 im Alter von 84 Jahren im Pariser Stadtteil Montmartre.

## Rezeption
Carol Mossman schrieb, dass Céleste Mogador mit der Veröffentlichung ihrer Memoiren in den Jahren 1854–1858 das Lesepublikum schockiert habe, dessen männliche Hälfte ungestraft an dem von ihr beschriebenen Leben teilnahm. Sie sei damit Vorreiterin für weitere Memoiren berühmt-berüchtigter Frauen geworden. Louise de la Bigne, die sich Valtesse de la Bigne nannte, veröffentlichte 1876 unter dem Pseudonym Ego den Kurtisanenroman Isola. Cora Pearls Memoiren erschienen 1886, Sarah Bernhardts Buch Ma double vie wurde 1907 veröffentlicht. De la Bignes Roman inspirierte Liane de Pougy, la grande horizontale, zu vier Kurtisanenromanen, den Blauen Notizbüchern von 1919–1937, die im Paris des Fin de Siècle spielen.

## Werke (Auswahl)
- Les Voleurs d'or (1857)
- Sapho (1858)
- Miss Pewell (1859)
- Est-il fou? (1860)
- Un miracle à Vichy (1861)
- Mémoires d'une honnête fille (1865)
- Les Deux Sœurs (1876)
- Les Forçats de l'Amour (1881)[3]